# Насраллаабад (Решт)
Насраллаабад (перс. نصراله اباد) — село в Ірані, у дегестані Есламабад, у бахші Санґар, шагрестані Решт остану Ґілян. За даними перепису 2006 року, його населення становило 353 особи, що проживали у складі 113 сімей.

## Клімат
Середня річна температура становить 14,55 °C, середня максимальна – 28,46 °C, а середня мінімальна – 0,11 °C. Середня річна кількість опадів – 1190 мм.
| Клімат поселення                              | Клімат поселення | Клімат поселення | Клімат поселення | Клімат поселення | Клімат поселення | Клімат поселення | Клімат поселення | Клімат поселення | Клімат поселення | Клімат поселення | Клімат поселення | Клімат поселення | Клімат поселення |
| Показник                                      | Січ.             | Лют.             | Бер.             | Квіт.            | Трав.            | Черв.            | Лип.             | Серп.            | Вер.             | Жовт.            | Лист.            | Груд.            |                  |
| Середній максимум, °C                         | 9,14             | 9,46             | 11,81            | 17,82            | 21,89            | 25,51            | 28,46            | 28,14            | 25,04            | 21,27            | 16,96            | 12,58            |                  |
| Середня температура, °C                       | 4,62             | 4,94             | 7,30             | 13,30            | 17,36            | 20,98            | 24,06            | 23,74            | 20,64            | 16,88            | 12,55            | 8,19             |                  |
| Середній мінімум, °C                          | 0,11             | 0,45             | 2,80             | 8,79             | 12,84            | 16,46            | 19,66            | 19,35            | 16,23            | 12,48            | 8,15             | 3,80             |                  |
| Норма опадів, мм                              | 122              | 100              | 89               | 49               | 47               | 32               | 32               | 61               | 130              | 199              | 177              | 152              |                  |
| Середньомісячна швидкість вітру, м/с          | 2.30             | 2.40             | 2.40             | 2.31             | 2.31             | 2.54             | 2.60             | 2.28             | 2.10             | 2.10             | 2.00             | 2.03             |                  |
| Середньомісячна сонячна радіація, кДж/м²·день | 6901             | 9000             | 11010            | 15574            | 19856            | 21850            | 22464            | 19000            | 15589            | 10849            | 8621             | 6628             |                  |
| --------------------------------------------- | ---------------- | ---------------- | ---------------- | ---------------- | ---------------- | ---------------- | ---------------- | ---------------- | ---------------- | ---------------- | ---------------- | ---------------- | ---------------- |
| Джерело:                                      |                  |                  |                  |                  |                  |                  |                  |                  |                  |                  |                  |                  |                  |